# HD 119938
HD 119938，又名CD-49 8194，SAO 241173、HR 5175，是一颗恒星，视星等为5.91，位于銀經312.02，銀緯11.63，其B1900.0坐标为赤經13h 41m 9.6s，赤緯-49° 11.63′ 58″。